# Europe
Europe er et svensk rockband, som stadig er aktive i dag. De huskes mest for deres kæmpehit, The Final Countdown.

## Biografi
Europe blev dannet i 1979 i Väsby, Sverige af forsanger Joey Tempest, guitarist John Norum, bassist Peter Olsson og trommeslager Tony Reno. I 1981 forlod Peter Olsson bandet og blev erstattet af John Levén. I starten gik de under navnet Force, men i 1982 skiftede de navn til Europe. Året efter udgav de deres debutalbum, og i 1984 udkom deres andet album, Wings of Tomorrow. Ved den lejlighed forlod Tony Reno bandet og blev erstattet af Ian Haugland. Derudover kom Mic Michaeli til og blev bandets keyboardist.
I 1986 fik Europe sit helt store gennembrud med albummet The Final Countdown, som på verdensplan solgte over 6 millioner eksemplar. Titelnummeret solgte også flere millioner singler og lå nummer 1 på hitlisterne i 26 lande. På trods af succesen forlod John Norum bandet for at starte en solokarrierer og blev erstattet af Kee Marcello. To år senere udkom bandets 4. album Out of This World. Det blev dog ikke den helt samme succes som The Final Countdown og solgte således kun 2 millioner eksemplar. Tre år senere udkom Prisoners in Paradise, men det fik ikke nær den samme opmærksomhed som de forgående albums. I 1992 blev medlemmerne enige om at holde pause fra bandet. Denne pause skulle vise sig at blive længere end forventet (11 år), da "Joey Tempest" bl.a havde en kontrakt på 3 solostudiealbums, der skulle opfyldes først.
I 2004 blev bandet genforenet og udgav samme år et albummet Start From the Dark.
I 2006 udkom bandets syvende album Secret Society.
Europes ottende studiealbum Last Look at Eden, udgives i 2009.
Gruppens niende album Bag of Bones udkom i 2012 og fik flotte anmeldelser. "Joey T." udtalte i den anledning: "feels like the 'prequel' to our first album, with a 2012 punch. (...) It took some time but we have arrived!".
Europes tiende album udkom i 2015 og var kraftigt inspireret af Thin Lizzy og det tidlige Black Sabbath.

## Medlemmer

### Nuværende medlemmer
- Joey Tempest (Forsanger)
- John Norum (Guitarist)
- John Levén (Bassist)
- Mic Michaeli (Keyboardspiller)
- Ian Haugland (Trommeslager)

### Tidligere medlemmer
- Kee Marcello (Guitarist)
- Peter Olsson (Bassist)
- Marcel Jacob (Bassist)
- Tony Reno (Trommeslager)

## Diskografi

### Album
- Europe (1983)
- Wings of Tomorrow (1984)
- The Final Countdown (1986)
- Out of This World (1988)
- Prisoners in Paradise (1991)
- Start from the Dark (2004)
- Secret Society (2006)
- Last Look at Eden (2009)
- Bag of Bones (2012)
- War of Kings (2015)
- Walk the earth (2017)

### Opsamlinger
- 1982-1992 (1993)
- 1982-2000 (1999)
- Rock the Night: The Very Best of Europe (2004)
- Best of... 1984-91 (2005)

### DVD / Blu-ray
- Rock the Night: Collectors Edition (2004)
- The Final Countdown Tour 1986 (2004)
- Live from the Dark (2005)
- (Live) Almost Unplugged (2008) (CD/LP)
- Live! At Shepherd’s Bush, London (2011)
- Live Look at Eden (2011)
- Live at Sweden Rock: 30th Anniversary Show (2013)